# SOLID (객체 지향 설계)
컴퓨터 프로그래밍에서 SOLID란 로버트 C. 마틴이 2000년대 초반에 명명한 객체 지향 프로그래밍 및 설계의 다섯 가지 기본 원칙을 마이클 페더스가 두문자어 기억술로 소개한 것이다. 프로그래머가 시간이 지나도 유지 보수와 확장이 쉬운 시스템을 만들고자 할 때 이 원칙들을 함께 적용할 수 있다. SOLID 원칙들은 소프트웨어 작업에서 프로그래머가 소스 코드가 읽기 쉽고 확장하기 쉽게 될 때까지 소프트웨어 소스 코드를 리팩터링하여 코드 냄새를 제거하기 위해 적용할 수 있는 지침이다. 이 원칙들은 애자일 소프트웨어 개발과 적응적 소프트웨어 개발의 전반적 전략의 일부다.

## 개요
| 두문자 | 약어 | 개념 |
| ------ | ---- | --- |
| S      | SRP  | 단일 책임 원칙 (Single responsibility principle) 한 클래스는 하나의 책임만 가져야 한다.                                                                                               |
| O      | OCP  | 개방-폐쇄 원칙 (Open/closed principle) “소프트웨어 요소는 확장에는 열려 있으나 변경에는 닫혀 있어야 한다.”                                                                            |
| L      | LSP  | 리스코프 치환 원칙 (Liskov substitution principle) “프로그램의 객체는 프로그램의 정확성을 깨뜨리지 않으면서 하위 타입의 인스턴스로 바꿀 수 있어야 한다.” 계약에 의한 설계를 참고하라. |
| I      | ISP  | 인터페이스 분리 원칙 (Interface segregation principle) “특정 클라이언트를 위한 인터페이스 여러 개가 범용 인터페이스 하나보다 낫다.”                                                   |
| D      | DIP  | 의존관계 역전 원칙 (Dependency inversion principle) 프로그래머는 “추상화에 의존해야지, 구체화에 의존하면 안된다.” 의존성 주입은 이 원칙을 따르는 방법 중 하나다.                      |

## 같이 보기

### 기본 개념과 연관 주제
- 적응적 소프트웨어 개발
- 애자일 소프트웨어 개발
- 코드 재사용
- 객체 지향 프로그래밍
  - 상속 (객체 지향 프로그래밍)
- 오컴의 면도날

### 설계와 개발 원칙
- 패키지 원칙
- DRY
- GRASP
- KISS
- YAGNI